# Under the Influence (album, Status Quo)
Under the Influence je třiadvacáté studiové album anglické rockové skupiny Status Quo, vydané v roce 1999.

## Seznam skladeb
| Under the Influence | Under the Influence  | Under the Influence | Under the Influence |
| Pořadí              | Název                | Autor               | Délka               |
| ------------------- | -------------------- | ------------------- | ------------------- |
| 1.                  | Twenty Wild Horses   | Rossi/Frost         | 5:00                |
| 2.                  | Under the Influence  | Rossi/Frost         | 4:03                |
| 3.                  | Round and Round      | Bown/Edwards        | 3:25                |
| 4.                  | Shine On             | Parfitt/Edwards     | 4:49                |
| 5.                  | Little White Lies    | Parfitt             | 4:20                |
| 6.                  | Keep ‘Em Coming      | Bown                | 3:26                |
| 7.                  | Little Me and You    | Bown                | 3:49                |
| 8.                  | Making Waves         | Rossi/Frost         | 3:56                |
| 9.                  | Blessed are the Meek | Rossi/Frost         | 4:19                |
| 10.                 | Roll the Dice        | Rossi/Frost         | 4:05                |
| 11.                 | Not Fade Away        | Petty/Hardin        | 3:09                |
| 12.                 | The Way It Goes      | Rossi/Frost         | 4:02                |

## Sestava
- Francis Rossi – zpěv, sólová kytara
- Rick Parfitt – zpěv, rytmická kytara
- Rhino Edwards – baskytara
- Andy Bown – klávesy
- Jeff Rich – bicí